# Moinești
Moinești là một thị xã thuộc hạt Bacău, România. Dân số thời điểm năm 2002 là 24204 người.